# Полясковський Володимир Дмитрович
Володи́мир Дми́трович Поляско́вський — старший солдат Збройних сил України, учасник російсько-української війни.

## З життєпису
Учасник бойових дій на сході України. Демобілізувався 2015-го. Станом на 2018 рік перебував в місті Запоріжжя.

## Нагороди
За особисту мужність і героїзм, виявлені у захисті державного суверенітету та територіальної цілісності України, вірність військовій присязі під час російсько-української війни
- нагороджений орденом «За мужність» III ступеня (25.3.2015).